# Tukotuko długowłosy
Tukotuko długowłosy (Ctenomys pilarensis) – gatunek gryzonia z rodziny tukotukowatych (Ctenomyidae). Występuje w Ameryce Południowej, gdzie odgrywa ważną rolę ekologiczną. Siedliska tukotuko długowłosego położone wschodnie części Paragwaju prowincji Ñeembucú i Misiones. Międzynarodowa Unia Ochrony Przyrody (IUCN) wymienia ten gatunek w Czerwonej księdze gatunków zagrożonych jako gatunek zagrożony i oznacza go akronimem EN.